# TDRS-1
O TDRS-1, também conhecido por TDRS-A, foi um satélite de comunicação geoestacionário estadunidense construído pela TRW. No final de sua vida ele esteve localizado na posição orbital de 171 graus de longitude oeste e era operado pela NASA. O satélite tinha uma expectativa de vida útil estimada em 10 anos. O mesmo foi completamente retirado de serviço em 27 de junho de 2010. Desde 2009, a NASA tinha reposicionado o satélite TDRS-3 para assumir as funções do TDRS-1.

## Lançamento
O satélite foi lançado com sucesso ao espaço no dia 04 de abril de 1983, às 18:30:00 UTC, abordo do ônibus espacial Challenger em seu voo inaugural, durante a missão STS-6 a partir do Centro Espacial Kennedy, na Flórida, EUA. Ele tinha uma massa de lançamento de 2268 kg.